# Akterklotspindel
Akterklotspindel (Theridion conigerum) är en spindelart som beskrevs av Simon 1914. I den svenska databasen Dyntaxa används istället namnet Achaeridion conigerum. Enligt Catalogue of Life ingår akterklotspindel i släktet Theridion och familjen klotspindlar, men enligt Dyntaxa är tillhörigheten istället släktet Achaeridion och familjen klotspindlar. Artens livsmiljö är skogslandskap. Inga underarter finns listade i Catalogue of Life.